# Os-宇宙人
「Os-宇宙人」（オーエスうちゅうじん）は、エリオをかまってちゃんのシングル。2011年4月27日にスターチャイルドから発売された。

## 概要
表題曲「Os-宇宙人」は、テレビアニメ『電波女と青春男』のオープニングテーマとして使用されており、同アニメでヒロインを務める藤和エリオ（CV大亀あすか）がボーカルを担当している。作詞・作曲を担当したの子によると、「青春と宇宙人」をキーワードに曲を作るよう言われており、歌詞には「好き」など、の子が今まで制作した曲にはあまりなかった言葉を散りばめたラブソングとなっている。

## 制作の過程
2010年12月中旬、の子へ『電波女と青春男』主題歌の制作依頼が来る。当時、の子は曲が書けないスランプ状態であったが、この依頼を引き受ける。以降、レコード会社が組んだ神聖かまってちゃんのプロモーション活動に参加しないなど、表立った活動をせずに曲作りに没頭し、2011年1月中旬に「Os-宇宙人」のデモテープを完成させた。
2月に入ってから、4日間かけて「Os-宇宙人」のレコーディング作業が行われ、ボーカルレコーディングには、の子も立会い、大亀に対して歌唱指導を行っている。
発売から3日後の4月30日にはニコニコ動画で藤和エリオのメインボーカルをの子に置き換えた「大島宇宙人」が公開された。
カップリング曲の「コタツから眺める世界地図」は、「Os-宇宙人」レコーディング後、曲の出来に満足したレコード会社の担当が「（CDとして発売するためカップリングとして）大亀の歌でもう一曲欲しい」と、の子に依頼し、彼が承諾して制作された。なお、「コタツから眺める世界地図」に関しては神聖かまってちゃんの3枚目のアルバム「8月32日へ」でセルフカバーされている。

## 収録曲
(全作詞・作曲：の子　編曲：神聖かまってちゃん)
1. Os-宇宙人 [3:23]
2. コタツから眺める世界地図 [3:06]
3. Os-宇宙人 (off vocal ver.)
4. コタツから眺める世界地図 (off vocal ver.)

## 演奏者
- 藤和エリオ（CV大亀あすか）- ボーカル
- mono - キーボード
- の子 - ギター、コーラス
- みさこ - ドラムス
- ちばぎん - ベース